# Ford Expedition
Ford Expedition (укр. Форд Експедішн) — повнорозмірний SUV, побудований американською компанією Ford. 
Замінив Ford Bronco в 1996 році і зайняв місце між меншим Ford Explorer і великим Ford Excursion (в 2005 році замінив його). Всього існує 5 поколінь моделі: 1-ше існувало з 1997 року по 2002 рік; 2-ге з 2003 по 2006 рік; 3-тє з 2007 по 2017 рік, 4-те з 2017 по 2024 рік, та 5-те з 2025 року. Також є подовжена версія Max або EL. На основі Ford Expedition побудований Lincoln Navigator.

## Перше покоління (1996—2002)

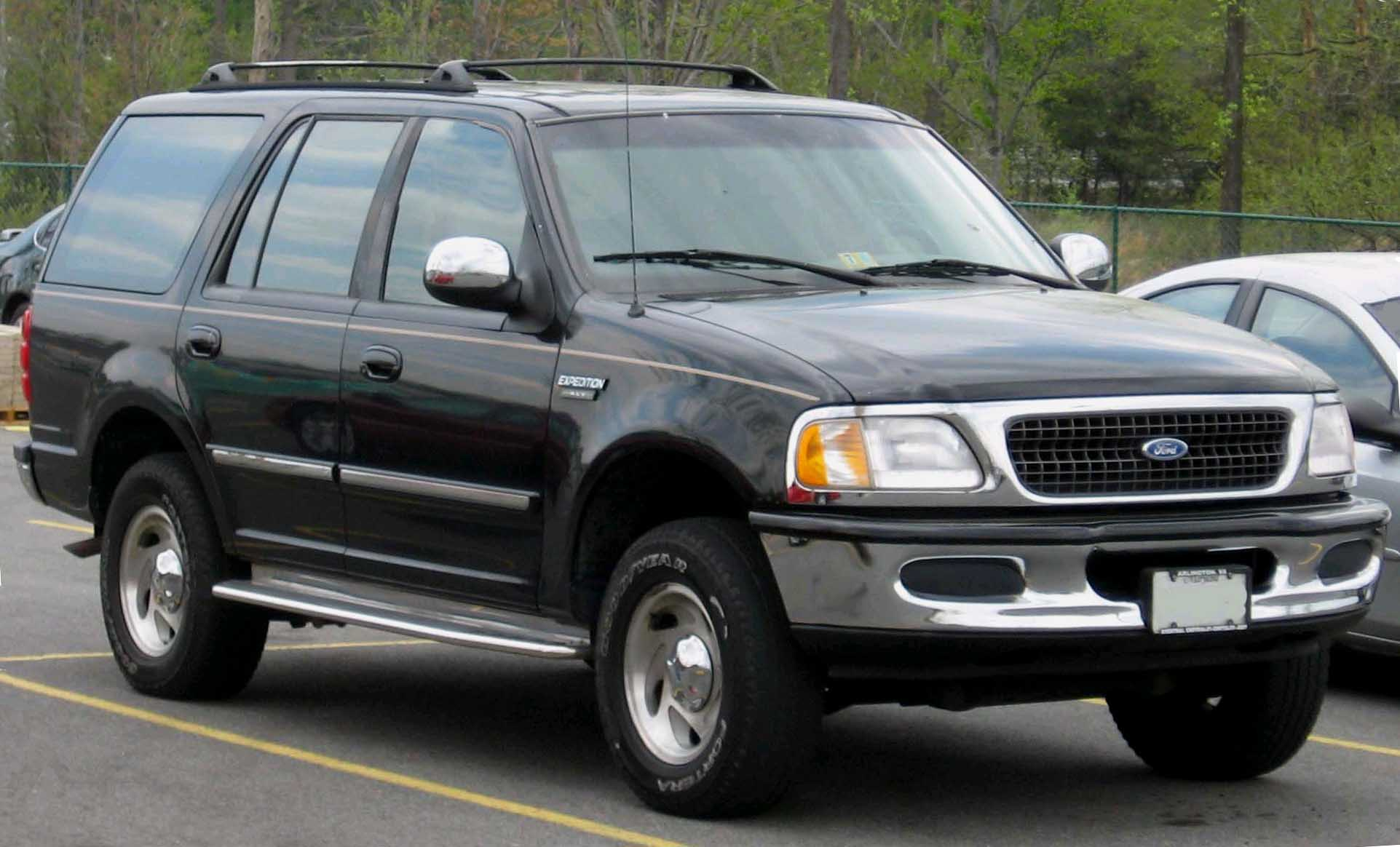
Ford Expedition 1 (1996—1998)

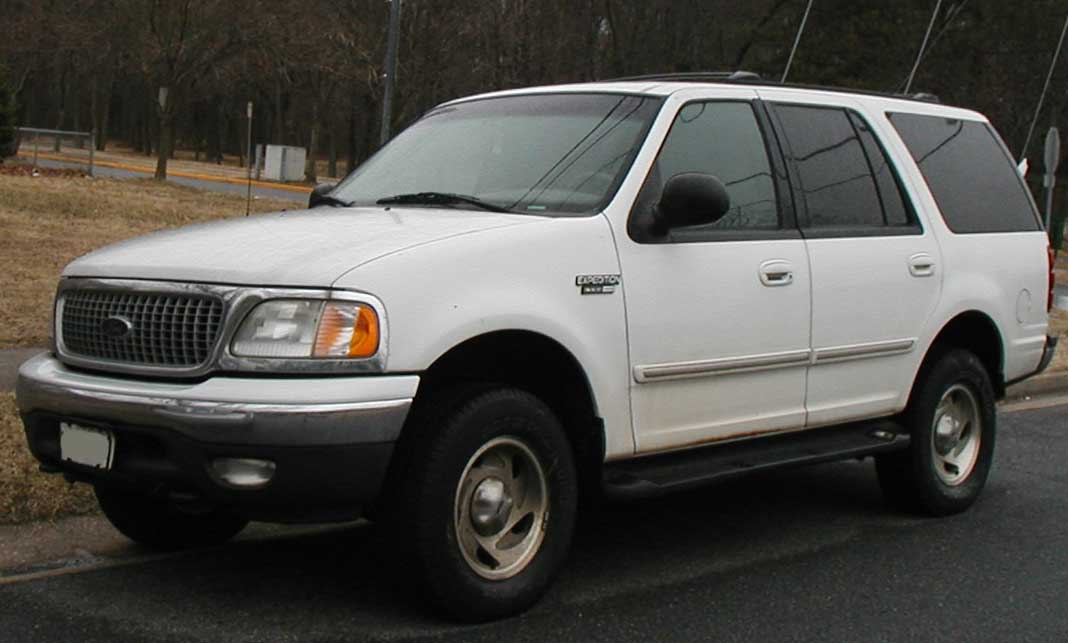
Ford Expedition 1 (1999—2002)

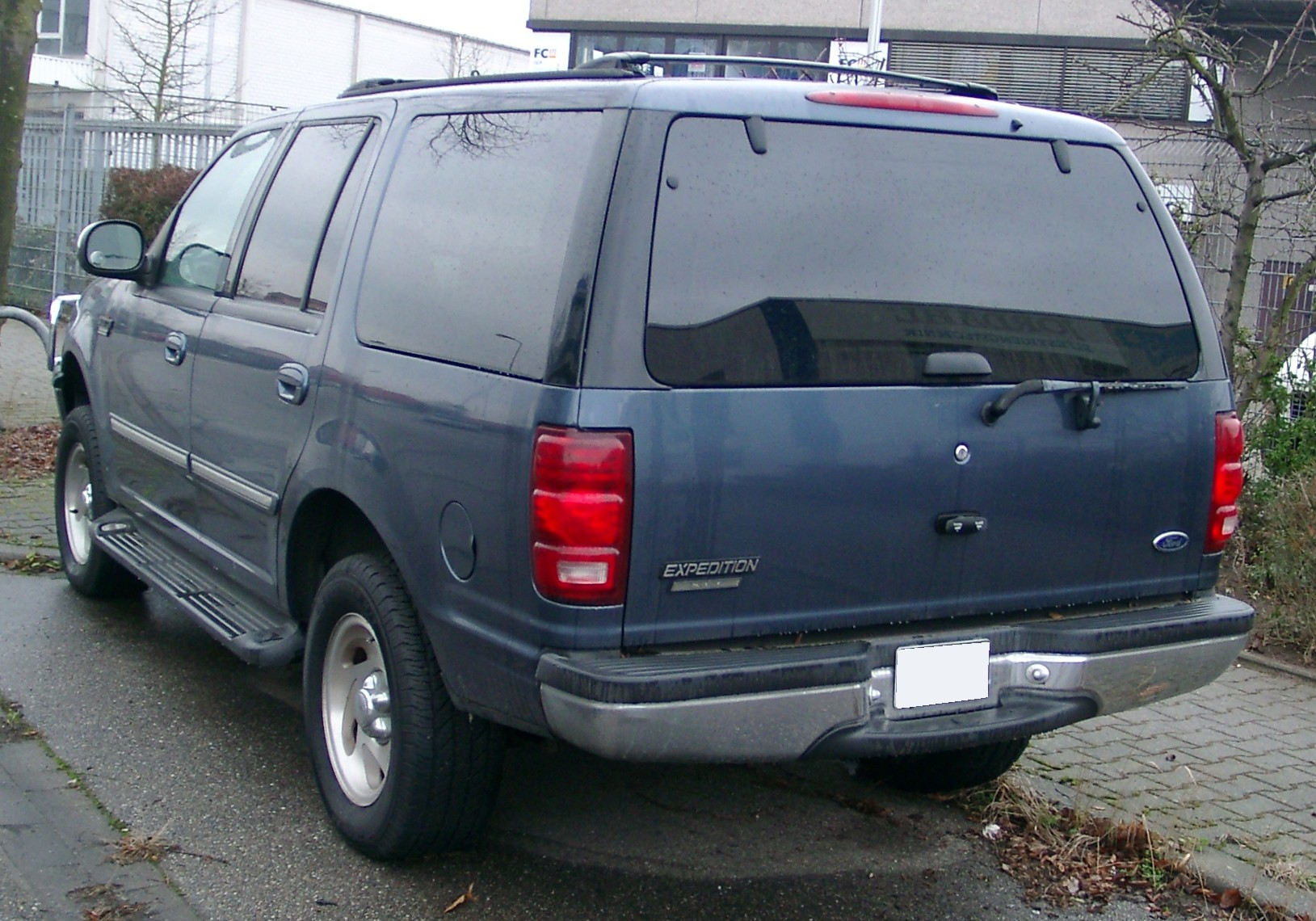
Ford Expedition 1

В кінці 1996 року представлено Ford Expedition першого покоління (заводський індекс UN93) з трьохрядним кузовом на 9 місць. Автомобіль збудовано на рамній платформі Ford U разом з Lincoln Navigator першого покоління. Ззовні автомобіль був подібний на Ford F-150 дев'ятого покоління. Він був покликаний замінити застарілу двохдверну модель Ford Bronco. Модель мала проблеми з проводкою і через 10 років отримала великий відгук для вирішення проблеми.
В 1999 році Ford Expedition модернізували, змінивши зовнішній вигляд і оснащення. Під час рестайлінгу модель отримала довшу колісну базу (на 2 см), подовжений кузов (на 50 см), також двигуни стали потужнішими: 4,6 л став виробляти 230 кінських сил, а 5,4 л — 260 к.с. Також з'явилася нова 4-ступінчаста автоматична коробка передач.

### Двигуни
| Роки виробництва | Об'єм | Двигун         | Потужність         | Крутний момент |
| ---------------- | ----- | -------------- | ------------------ | -------------- |
| 1997–1998        | 4,6 л | SOHC Triton V8 | 160 кВт (215 к.с.) | 393 Нм         |
| 1997–1998        | 5,4 л | SOHC Triton V8 | 172 кВт (230 к.с.) | 441 Нм         |
| 1999–2002        | 4,6 л | SOHC Triton V8 | 172 кВт (230 к.с.) | 395 Нм         |
| 1999–2002        | 5,4 л | SOHC Triton V8 | 194 кВт (260 к.с.) | 481 Нм         |

## Друге покоління (2003—2006)

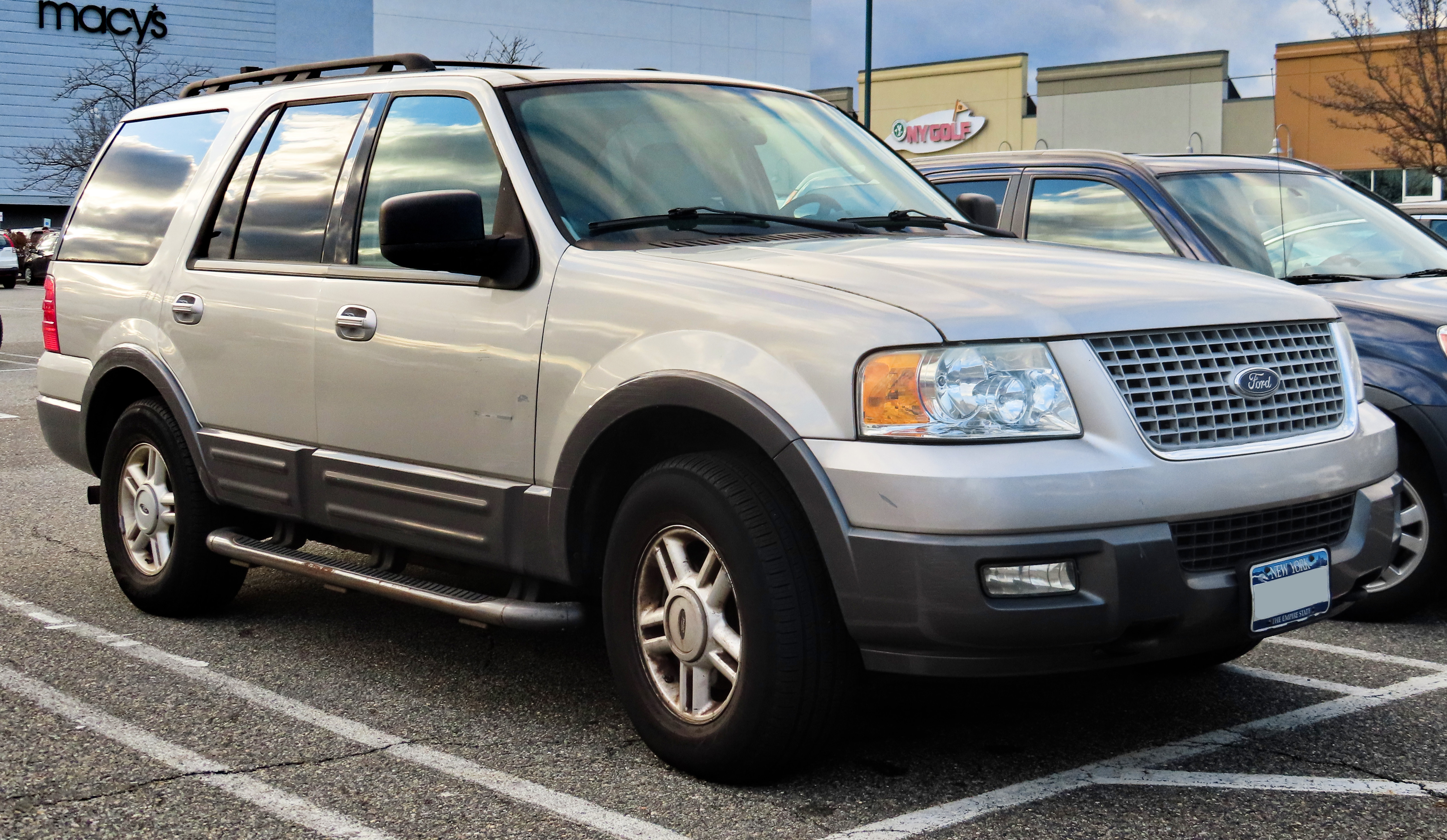
Ford Expedition 2 (2003—2006)

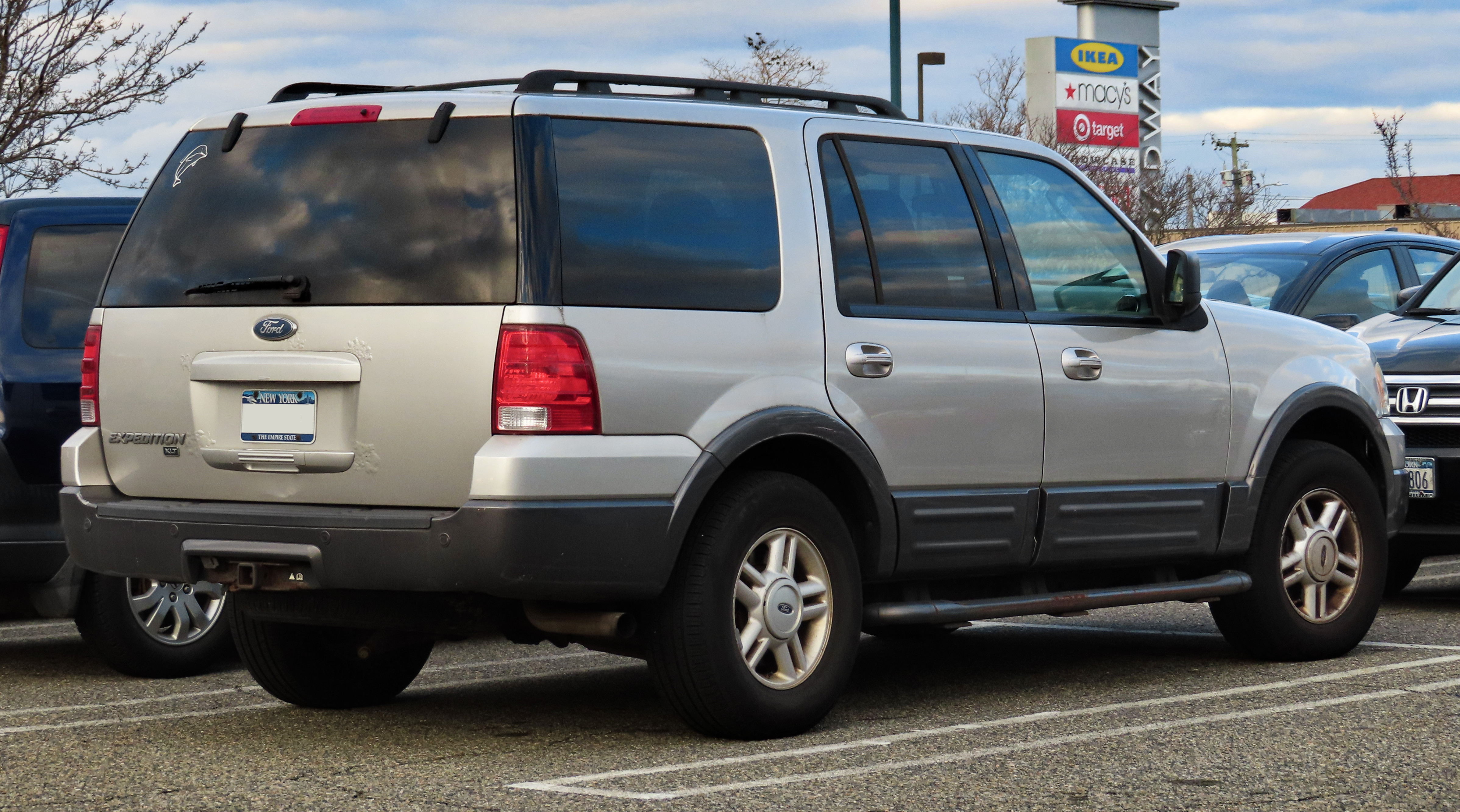
Ford Expedition 2 (2003—2006)

В кінці 2002 року з'явилося друге покоління Ford Expedition (заводський індекс U222). Автомобіль отримав задню незалежну підвіску. Рульове управління, гальмівна система і електронні системи були переглянуті. Expedition був номінований на звання кращого позашляховика в 2003 році і переміг в номінації «Сімейний автомобіль» за просторий салон.
Спочатку на автомобіль встановлювали двигуни від першого покоління, але у 2005 році автомобіль отримав новий 5,4-літровий двигун V8 з регулюванням фаз газорозподілу потужністю 300 к.с. Цей двигун пропонувався тільки з автоматичною коробкою передач з чотирма швидкостями. Рестайлингова модель отримала систему уникнення перекидання (Roll Stability Control) і датчики тиску в шинах.

### Двигуни
| Роки виробництва | Об'єм | Двигун             | Потужність         | Крутний момент |
| ---------------- | ----- | ------------------ | ------------------ | -------------- |
| 2003–2004        | 4,6 л | SOHC Triton V8     | 173 кВт (232 к.с.) | 395 Нм         |
| 2003–2004        | 5,4 л | SOHC Triton V8     | 194 кВт (260 к.с.) | 475 Нм         |
| 2005–2006        | 5,4 л | SOHC VCT Triton V8 | 224 кВт (300 к.с.) | 495 Нм         |

## Третє покоління (2007—2017)

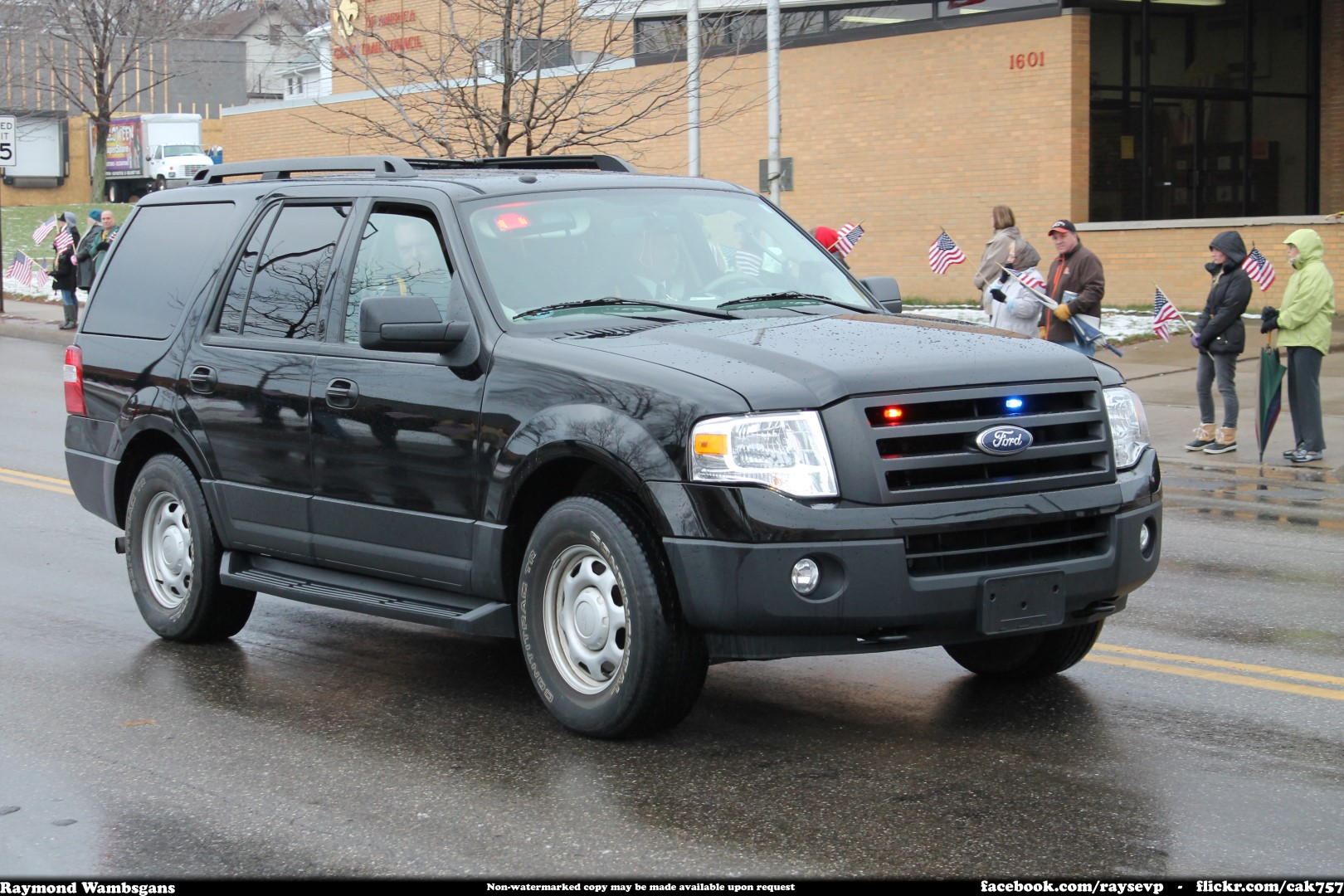
Ford Expedition 3 (з 2007)

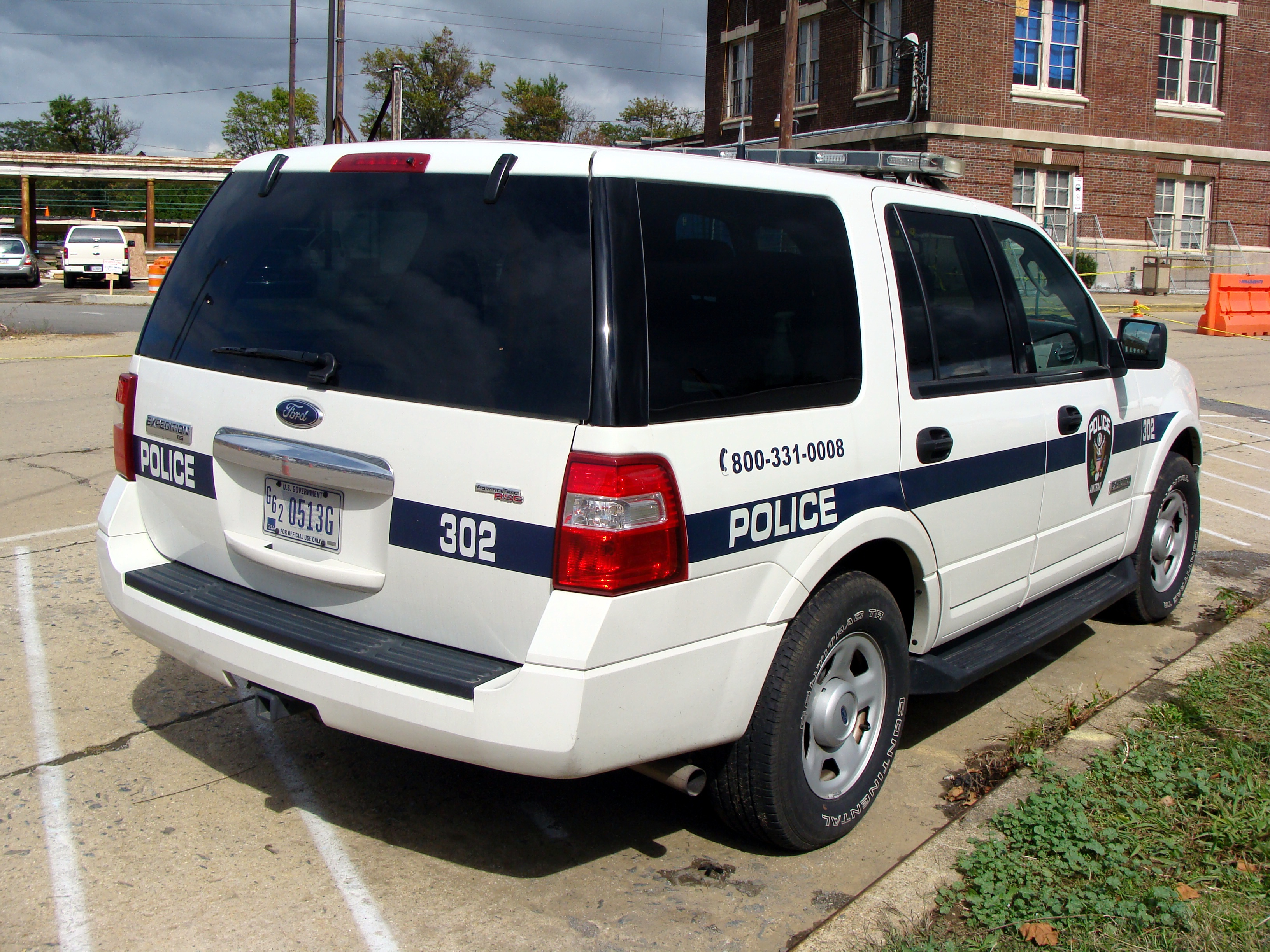

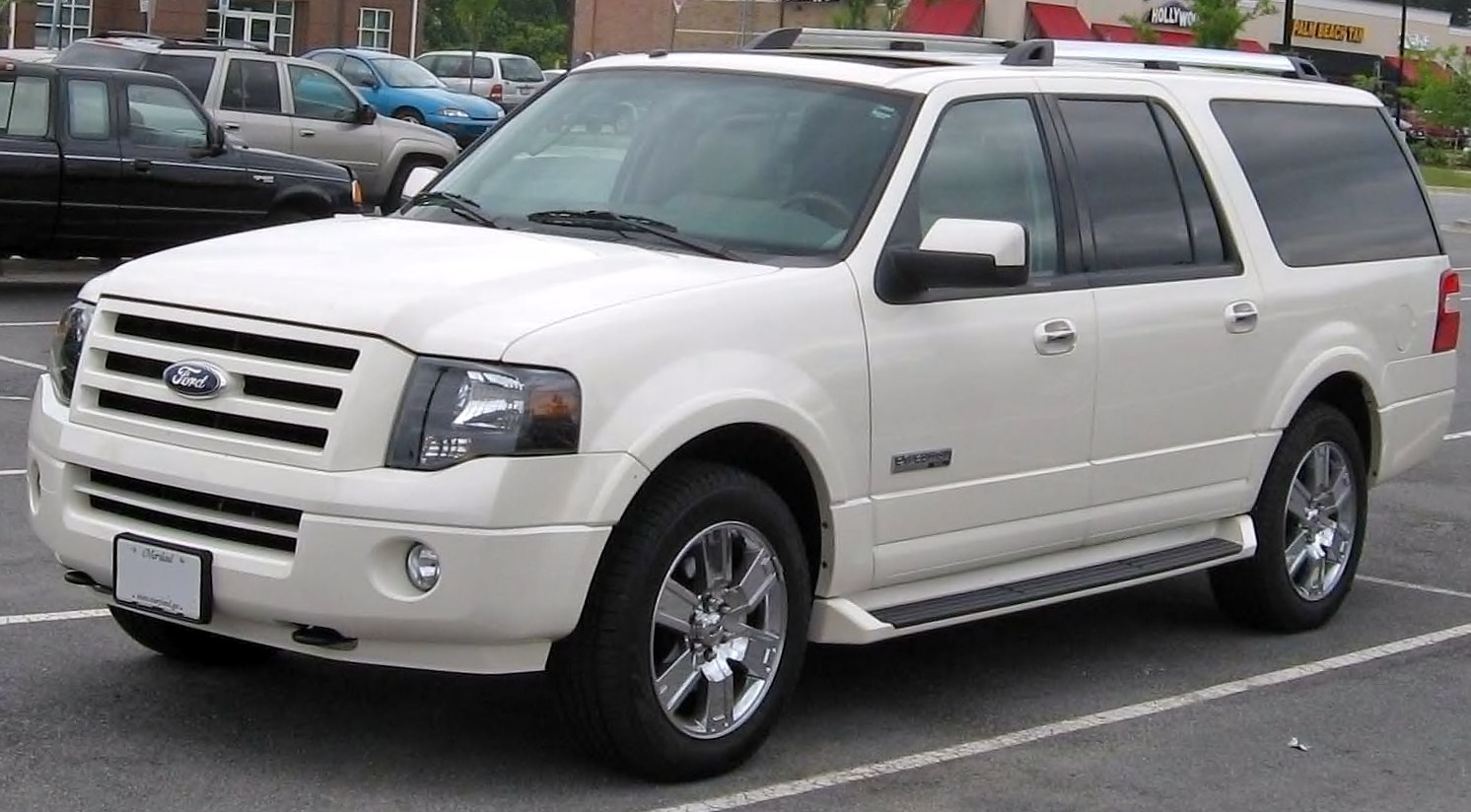
Ford Expedition EL (з 2007)

На автосалоні в Х'юстоні 2006 року, Ford представив третє покоління Expedition (індекс U324). Навесні 2007 року автомобіль з'явився на ринку.
Автомобіль отримав двигун від попередньої моделі, але з новою 6-ступінчастою автоматичною коробкою передач. Автомобіль був названий самим вигідним при експлуатації понад 5 років серед великих позашляховиків, а також найякіснішим великим позашляховиком. Крім того автомобіль номінувався на звання Автомобіль року в Північній Америці, отримав друге місце в рейтингу найнадійніших повнорозмірних SUV і названий кращим позашляховиком 2015 року з рейтингу J.D. Power and Associates.
В 2009 році двигун був переглянутий з метою задоволення потреб в екологічно безпечних транспортних засобів.

### Expedition EL
З 2007 року пропонується подовженаа версія EL яка закриває пробіл, який з утворився з припиненням продажів Ford Excursion в 2006 році. Expedition EL на 38 см довший від звичайного Ford Expedition. Технічно, ця версія ідентична звичайній моделі.
У Канаді та Мексиці, модель називається Expedition Max.

### Двигуни
| Роки виробництва | Об'єм | Двигун                  | Потужність         | Крутний момент |
| ---------------- | ----- | ----------------------- | ------------------ | -------------- |
| 2007–2008        | 5,4 л | SOHC VCT Triton V8      | 224 кВт (300 к.с.) | 495 Нм         |
| 2009–2014        | 5,4 л | SOHC VCT Triton V8      | 231 кВт (310 к.с.) | 495 Нм         |
| 2014–2017        | 3,5 л | Ti-VCT EcoBoost 3.5L V6 | 272 кВт (365 к.с.) | 569 Нм         |

## Четверте покоління (2017—2024)

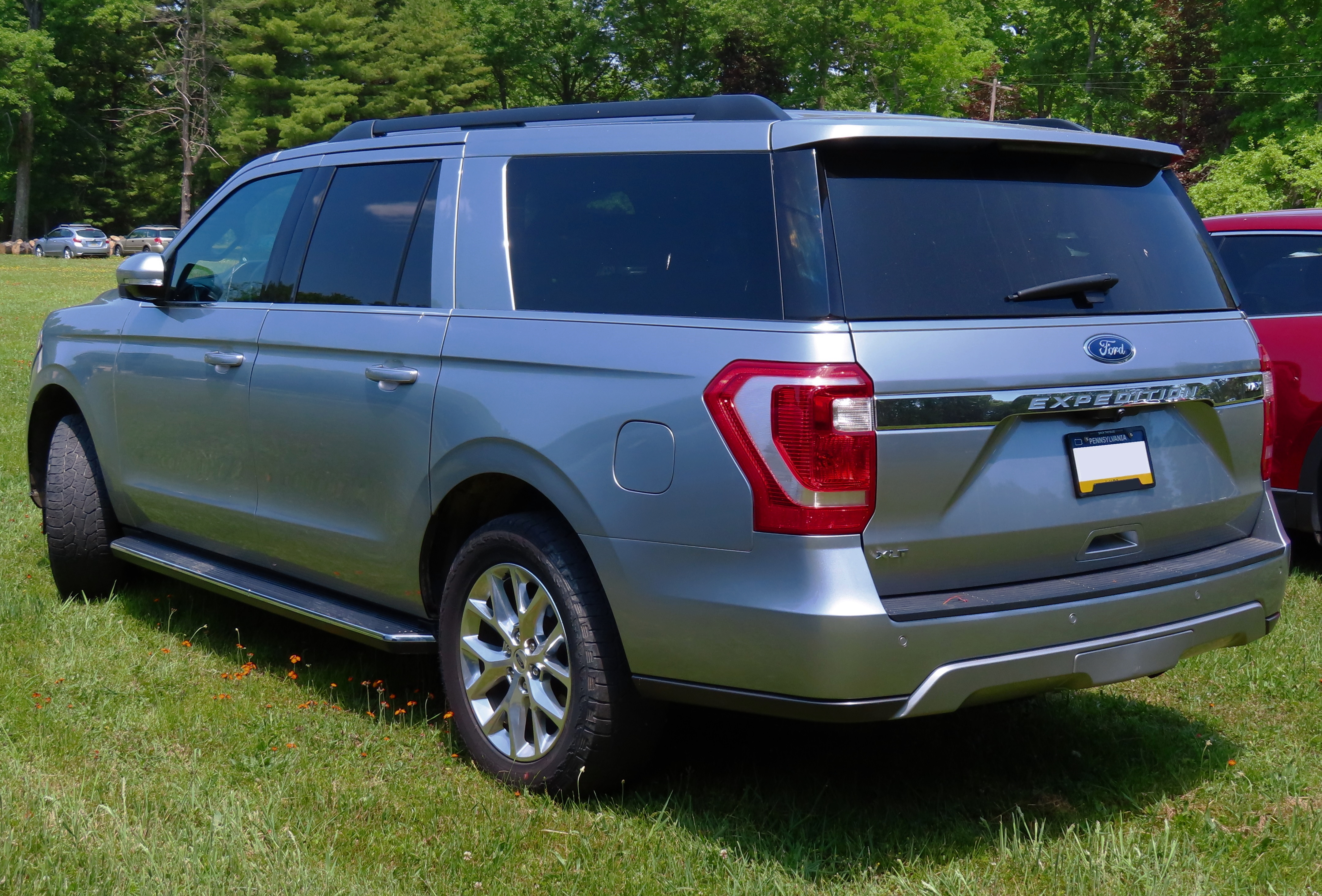
Ford Expedition XLT MAX 4WD (2017—2022)

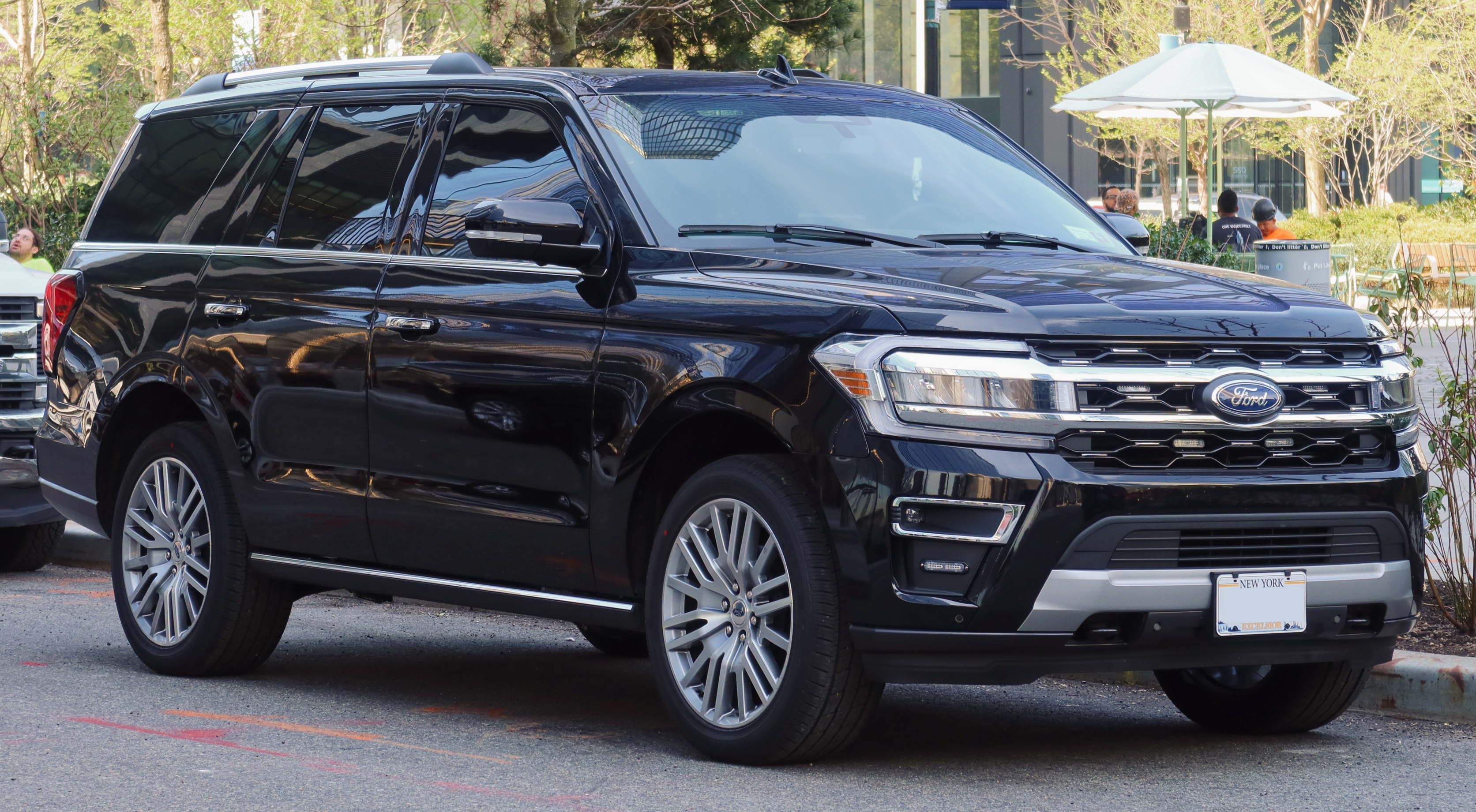
Ford Expedition 4 (з 2022)

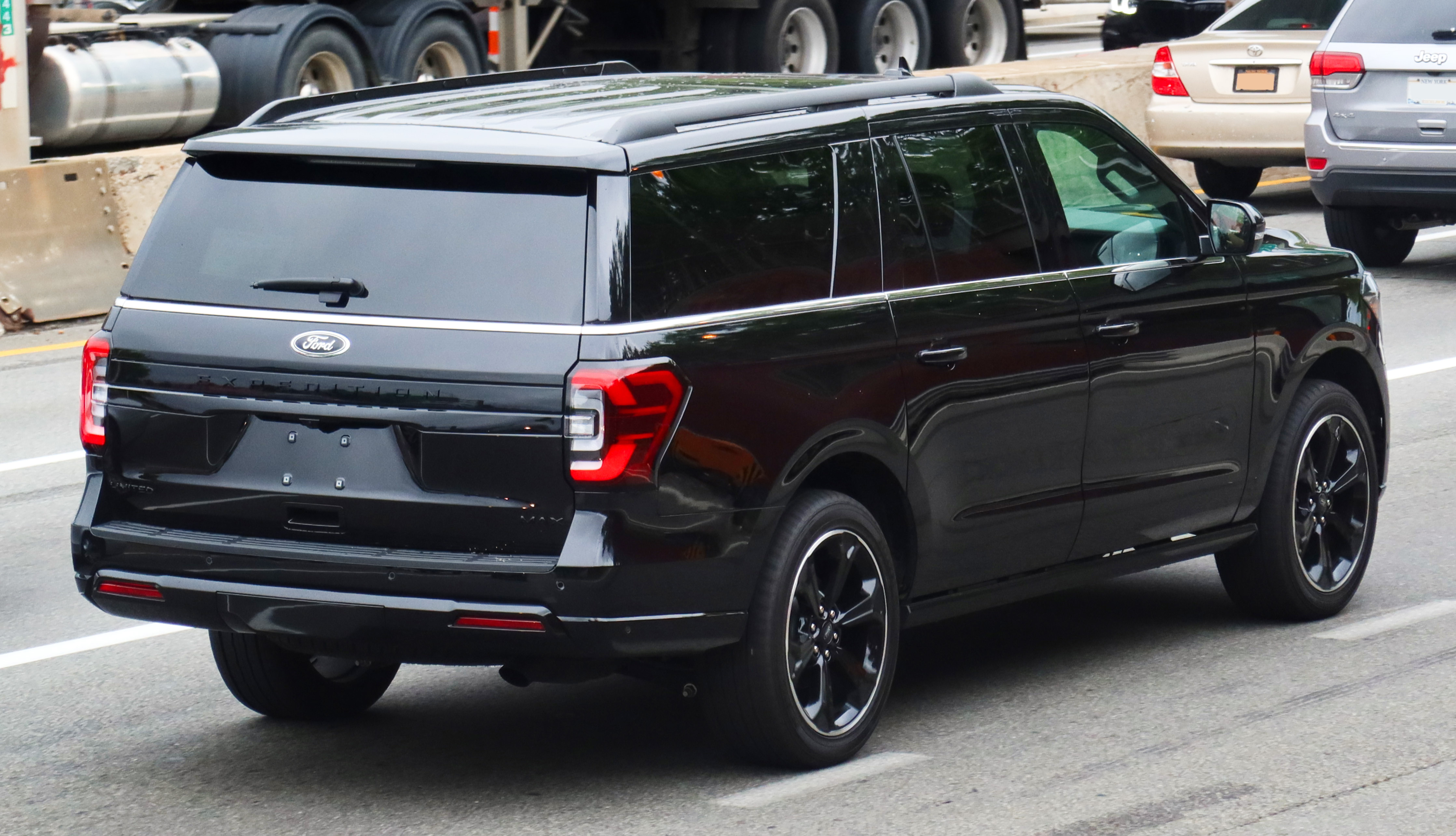
Ford Expedition Max 4 (з 2022)

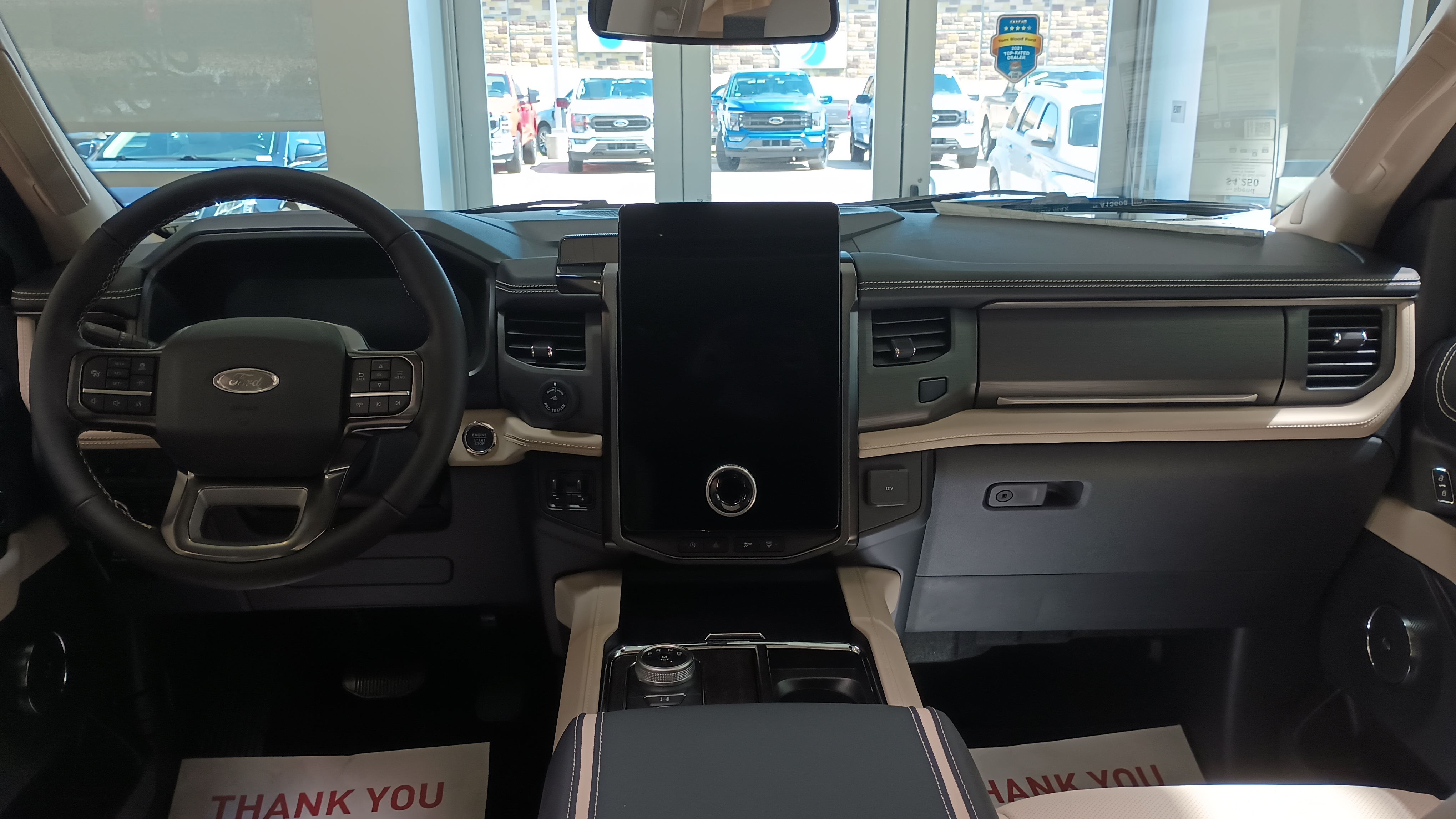

За день до автосалону в Чикаго 7 лютого 2017 року дебютував Ford Expedition четвертого покоління (індекс U553). Серійне виробництво почалося 25 вересня 2017 року, а в продаж автомобіль надійшов в листопаді того ж року. Автомобіль збудовано на новій платформі T3 з бензиновим двигуном 3,5 л EcoBoost V6, що працює в парі з 10-ст. АКПП 10R80 SelectShift. Автомобіль отримав алюмінієвий кузов та раму з надміцної сталі і незалежну підвіску всіх коліс. На вибір пропонується звичайний та подовжений кузов (Max), задній або повний привод з пониженою коробкою передач. Розгін від 0 до 100 км/год становить 6,5 с, а максимальна швидкість 200 км/год.
Ford Expedition 2017 року надходить в чотирьох варіаціях: базовий XLT, Limited, King Ranch і топовий Platinum. При мінімальних витратах на Expedition XLT 2017 року, водій отримає водійське сидіння з електрорегулюванням в 6 — ти положеннях, педалі з електрорегулюванням, шкіряне кермо, камеру заднього виду і задні паркувальні датчики, а також аудіосистему AM/FM/CD c 6-динаміками, безпровідний Bluetooth і USB-порт. Цінності Expedition Limited надає: шкіряний салон, двозонний клімат-контроль, підігрів/охолодження передніх сидінь, багажник з електроприводом, система синхронізації Sync 3, пам'ять сидіння водія та електричні складні сидіння третього ряду. King Ranch пропонує: більше шкіри, моніторинг мертвих зон, навігаційну систему, електричні складні підніжки і зовнішні хромовані акценти.
У 2020 році Ford додав до стандартного оснащення Expedition систему допомоги водієві Co-Pilot 360. Автовиробник розширив ряд комплектацій моделі розкішним варіантом King Ranch.
У 2021 році Expedition вперше отримав версію з двома рядами сидінь — XL STX.
Стандартний Ford Expedition 2023 пропонує за задніми сидіннями вантажний відсік на 591 л, версія Max - на 1019 л.

### Двигуни
| Роки виробництва | Об'єм | Двигун                                  | Потужність         | Крутний момент |
| ---------------- | ----- | --------------------------------------- | ------------------ | -------------- |
| 11/2017–2024     | 3,5 л | Ti-VCT EcoBoost 3.5L V6                 | 280 кВт (365 к.с.) | 640 Нм         |
| 11/2017–2024     | 3,5 л | Ti-VCT EcoBoost Platinum Series 3.5L V6 | 300 кВт (400 к.с.) | 650 Нм         |

## П'яте покоління (2025—)

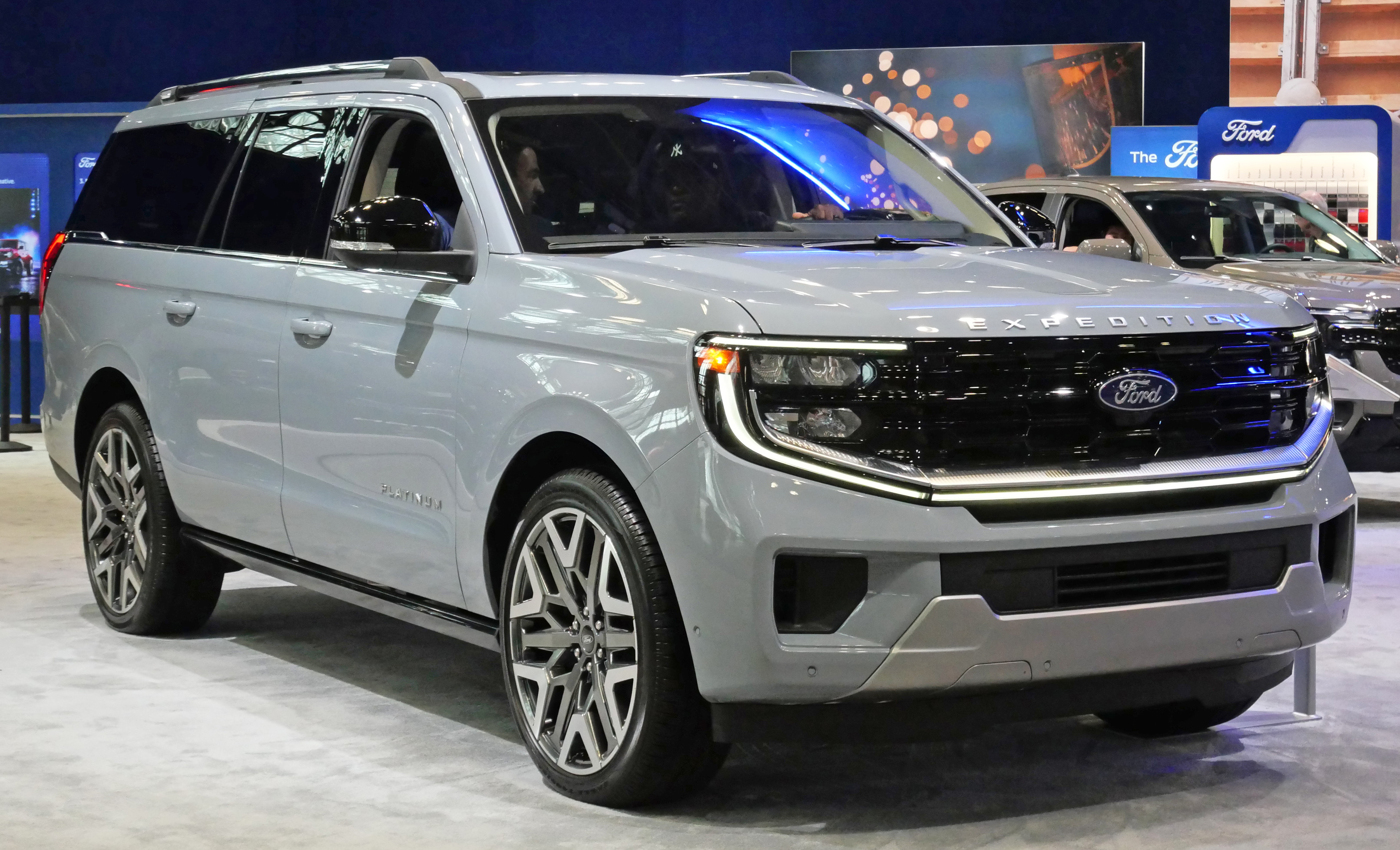
Ford Expedition Max 5 (з 2025)

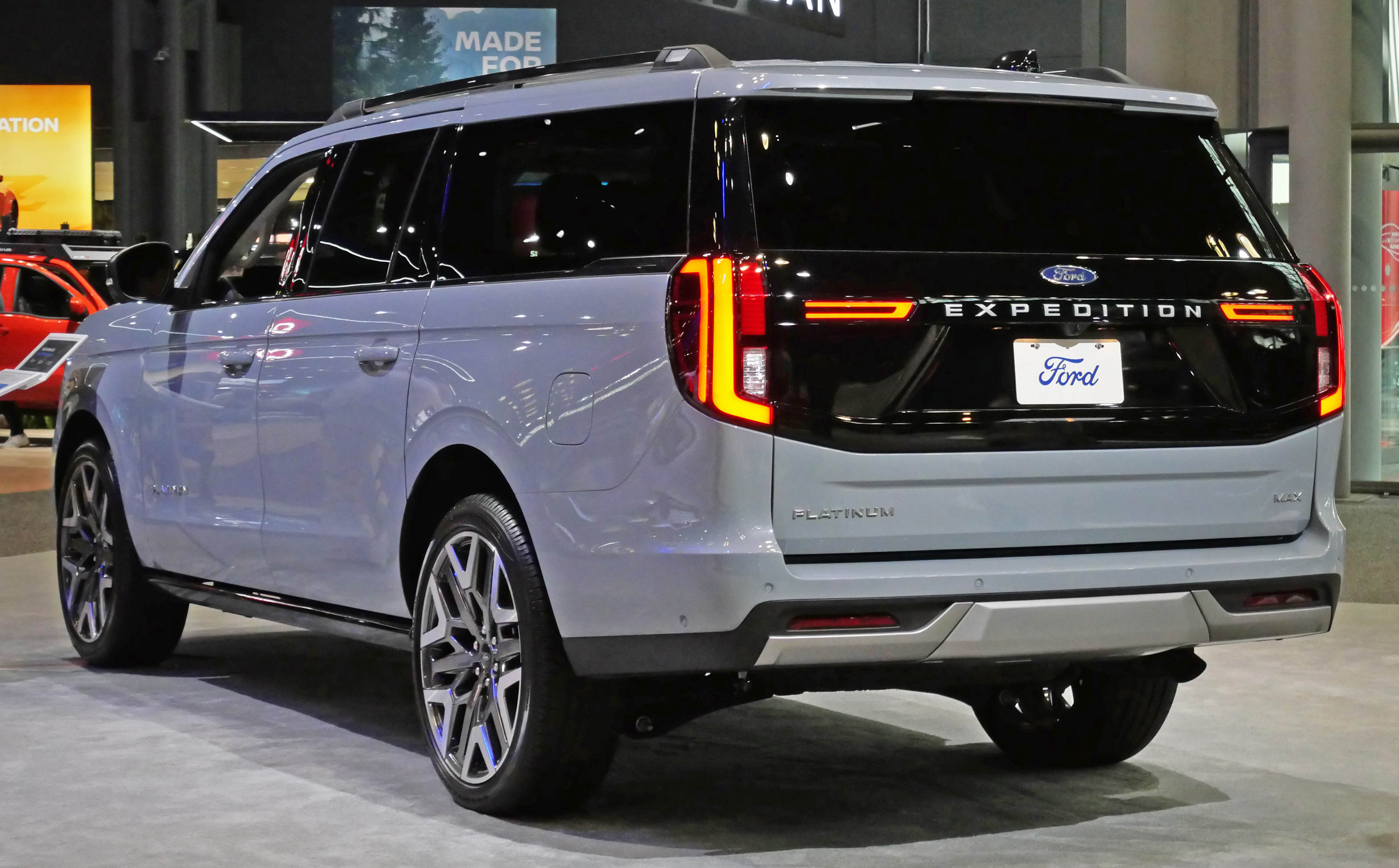
Ford Expedition Max 5 (з 2025)

Ford Expedition п’ятого покоління було представлено 3 жовтня 2024 року.
Нове для п’ятого покоління, Expedition отримав суттєво перероблені підйомні двері, які називаються Ford Split Gate, функцію, яку спочатку бачили в Navigator п’ятого покоління, де вона називається Lincoln Split Gate. Верхня половина відкривається як звичайні підйомні двері, тоді як нижня половина відкривається так само, як двері багажника пікапа. 
Ця функція подібна до розділених дверей багажника, які є на моделях Range Rover, а також BMW серії X.
Комплектації XL, XLT і Limited як для стандартних моделей, так і для моделей MAX були припинені, а комплектації King Ranch і Platinum збережені, тоді як нова комплектація Active служить моделлю початкового рівня. Позашляхове оздоблення Timberline було припинено та замінено на позашляхове оздоблення Tremor у першій моделі позашляховиків Ford, оскільки назва Tremor спочатку була ексклюзивною для лінійки пікапів як позашляховий пакет або окрема комплектація, тоді як позашляховики використовували назву Timberline для моделей, орієнтованих на бездоріжжя. Expedition Tremor отримав 33-дюймові всюдихідні шини General Grabber, допоміжне освітлення для бездоріжжя всередині решітки радіатора, підніжки в стилі Raptor, захист днища для паливного баку, передньої осі та роздавальної коробки, переналаштовані рульове керування та підвіску.  
Expedition Tremor також отримав збільшення дорожнього просвіту на 10,6 дюймів та спеціальні функції, такі як Trail 1-Pedal, Rock Crawl Mode і Trail Turn Assist. Expedition Tremor отримує потужний варіант 3,5-літрового двигуна V6 EcoBoost як єдину опцію двигуна, який також є опцією в комплектації Platinum, тоді як стандартний 3,5-літровий двигун V6 EcoBoost служить єдиною опцією двигуна для решта лінії. 10-ступінчаста автоматична коробка передач — єдина трансмісія, доступна для п’ятого покоління.
Усередині Expedition п’ятого покоління отримав Ford Digital Experience, який спочатку дебютував на 2025 Explorer, і є аналогом Lincoln Digital Experience від Lincoln, який оснащений точкою доступу Wi-Fi, вбудованими Alexa, Google Play, Google Maps і Google Assistant. Ford також зробив BlueCruise доступним для 90 відсотків лінійки Expedition і поставляється з 90-денною безкоштовною пробною версією. 24-дюймовий панорамний дисплей служить панеллю приладів, а також відображає GPS і радіо, а 13,2-дюймовий екран встановлено в центрі приладової панелі. Новою функцією Expedition є консоль Flex Powered Console, у якій центральна консоль може відсуватись майже на 8 дюймів, що полегшує доступ для пасажирів другого ряду, а також відкриває приховане відділення для зберігання речей, таких як невеликі сумки, гаманці та документи. В якості опції доступна ще одна нова функція під назвою «Гнучкі сидіння третього ряду», у якій середнє сидіння третього ряду складається незалежно від решти лави, дозволяючи збільшити місце для зберігання особливо довгих речей. 

П’яте покоління Expedition здатне буксирувати 7000 фунтів стандарту або 9600 фунтів, якщо він оснащений зчіпкою для розподілу ваги.

### Двигун
| Роки виробництва | Об'єм | Двигун               | Потужність         | Крутний момент |
| ---------------- | ----- | -------------------- | ------------------ | -------------- |
| з 01/2025        | 3,5 л | D35 EcoBoost 3.5L V6 | 298 кВт (400 к.с.) | 678 Нм         |

## Продажі в Америці
| Календарний рік | Всього продано а Америці |
| --------------- | ------------------------ |
| 1999            | 233,125                  |
| 2000            | 213,483                  |
| 2001            | 178,045                  |
| 2002            | 163,454                  |
| 2003            | 181,547                  |
| 2004            | 159,846                  |
| 2005            | 114,137                  |
| 2006            | 87,203                   |
| 2007            | 90,287                   |
| 2008            | 55,123                   |
| 2009            | 31,655                   |
| 2010            | 37,336                   |
| 2011            | 40,499                   |

## В культурі
Різні покоління цього автомобіля можна побачити в різних фільмах, правда, тільки в дрібних епізодах. Однак свою «Велику роль» 1-е покоління Ford Expedition знайшло в кіносеріалі Лицарі правосуддя, де автомобіль являв собою машину зі штучним інтелектом «Dante», на якій їздив один з головних героїв серіалу.